# 3-etil-2-metilpentano
2-etil-3-metil es un alcano de cadena ramificada con fórmula molecular C8H18.